# Kurt Wensch
Kurt Wensch (* 22. Juli 1902 in Berlin; † 7. Januar 1997 in Dresden) war ein deutscher Genealoge und Kaufmann, der sich große Verdienste um die deutsche Genealogie erworben hat.

## Leben
Der gebürtige Berliner kam 1914 mit seinen Eltern nach Dresden, wo er Schulausbildung und Abitur machte und sein Leben lang ansässig bleiben sollte. Ab dem Sommersemester 1921 studierte Wensch an der Technischen Hochschule Wirtschaftswissenschaften und war das erste Neumitglied (Fuchs) der im Februar 1921 gegründeten katholischen Studentenverbindung Saxo-Lusatia im KV. Da er eines der wenigen Mitglieder dieser Verbindung mit dem Heimatort Dresden war, wurde er der Garant für den Bestand dieser Verbindung bis in die 1930er Jahre.
Schon früh erwachte sein Interesse für die Familienforschung, was ihn in die damals in Dresden bestehende genealogische Vereinigung „Roland“ führte. Dies war der Beginn einer langen genealogischen Karriere. Schon Ende 1929 trat Wensch dem 1921 von Karl Förster ins Leben gerufenen Ahnenlistenaustausch (ALA) bei. Nach dessen Umwandlung in die Deutsche Ahnengemeinschaft (DA), wurde er am 1. April 1934 offiziell Mitarbeiter der DA und später ihr Schriftführer.
Wensch war im Dritten Reich Mitglied des Reichsverband der Sippenforscher und Heraldiker (Mitgliedsnummer 50) und arbeitete als Berufssippenforscher auch an Ariernachweisen mit. Als Schriftführer der Deutschen Ahnengemeinschaft war er, solange diese der Reichsstelle für Sippenforschung in Berlin unterstellt war, formal auch Mitarbeiter dieser Reichsstelle. Sein Arbeitsort blieb während dieser Zeit Dresden.
Am 1. April 1941 wurde Wensch Soldat, kam 1945 in Kriegsgefangenschaft wurde aber schon im Mai entlassen. So konnte er sich frühzeitig um die auf Schloss Wilsdruff ausgelagerte Ahnenstammkartei des deutschen Volkes der DA kümmern und sie vor der Vernichtung bewahren, indem er für die Überführung in das sächsische Staatsarchiv nach Dresden sorgte. Hier wurde sie unter seiner Mithilfe zur größten genealogischen Kartei Mitteleuropas, die das ganze deutsche Sprachgebiet umfasste. Als 1967 die Zentralstelle für Genealogie gegründet wurde, kamen die Dresdner Unterlagen nach Leipzig, und mit ihnen Kurt Wensch als außerordentlich erfahrener Mitarbeiter. Hier war er noch bis 1974 tätig.
Über das Jahr 1945 hinaus gelang es Kurt Wensch in Dresden, die Kontinuität des Ahnenlistenumlaufs zu gewährleisten, der heute bei der DAGV liegt. Über Zonen- und Ländergrenzen hinweg organisierte er das Umlaufverfahren, bis es 1967 von der Leipziger Zentralstelle übernommen und weitergeführt wurde. Nach 1945 war er auch maßgeblich an der Rettung und Wiedernutzbarmachung der Büchersammlungen der Dresdner Vereine, der „Ahnenstammkartei“ und des „Leichenpredigtenkatalogs“ beteiligt.
Bis 1996 war Wensch als Genealoge noch freischaffend tätig und veröffentlichte Aufsätze. Er hatte "einen riesigen Vorrat anwendungsbereiten Wissens" (Manfred Kobuch), seine Forschungsarbeit war immer geschichtswissenschaftlich begründet.
Seiner Verbindung Saxo-Lusatia, die nach dem letzten Krieg nach Aachen verlegt wurde,  und dem KV blieb Wensch bis zu seinem Tode eng verbunden. Er war Mitautor des 1992 erschienenen zweiten Bandes des Biographischen Lexikons des KV.
Das Grab von Kurt Wensch befindet sich in Dresden auf dem Johannisfriedhof.

## Werke
- Kurt Wensch, Reiner Groß und Manfred Kobuch: Archivgeschichte und Genealogie. In: Reiner Gross und Manfred Kobuch (Hrsg.): Beiträge zur Archivwissenschaft und Geschichtsforschung. Böhlau, Weimar 1977, Ahnentafel auf S. 165
- Siegfried Koß in Siegfried Koß, Wolfgang Löhr (Hrsg.): Biographisches Lexikon des KV. 5. Teil (= Revocatio historiae. Band 6). SH-Verlag, Schernfeld 1998, ISBN 3-89498-055-9, S. 128f.
- Aus Saxo-Lusatias jungen Jahren. In: Akademische Monatsblätter, Juni/Juli 1994 S. 7.